# 李麟 (天順進士)
李麟（1437年—？），字文祥，順天府懷柔縣人，明朝政治人物。進士出身。

## 生平
順天府鄉試第十四名。天順元年（1457年）丁丑科會試第二百六十四名，殿試登進士第三甲第一百八十六名。

## 家族
曾祖李德隆。祖父李毓秀。父亲李綱。